# Mihaela Šarič
Mihaela »Mila« Šarič (r. Šarić; por. Vardjan), slovenska gledališka igralka, * 24. september 1891, Bjelovar, † 14. julij 1977, Ljubljana.
V letih 1912 in 1913 je obiskovala dramsko šolo na Dunaju, nato dve leti igrala v Mostu na Češkem. Med letoma 1918 in 1950 je bila članica ansambla Ljubljanske Drame ter ena prvih profesoric na Akademiji za igralsko umetnost v Ljubljani. Leta 1950 je prejela Prešernovo nagrado za vlogo Regan v Shakespearovem Kralju Learu in leta 1970 » za življenjsko delo na področju igralske umetnosti«.
Kot gostja je v gledališki sezoni 1954/1955 v Šentjakobskem gledališču v Ljubljani nastopila v glavni vlogi Marije Stuart v istoimenski predstavi Schilerjeve tragedije "Marija Stuart" skupaj z uveljavljenimi igralci Rudijem Kosmačem, Petrom Ovscem, Ervino Petrovčič in Francem Penkom, pod režijsko taktirko Milana Petrovčiča. 